# Stuckenia amblyophylla
Stuckenia amblyophylla là một loài thực vật có hoa trong họ Potamogetonaceae. Loài này được (C.A.Mey.) Holub miêu tả khoa học đầu tiên năm 1997.